# Zombie (single)
Zombie is een nummer van de Ierse band The Cranberries, uitgebracht in 1994 als single en op hun album No Need to Argue. Het is een protestlied waarin The Troubles in Noord-Ierland worden aangekaart, en dan met name de dood van twee kinderen (Jonathan Ball en Tim Parry) bij de bomaanslagen in Warrington.
Het nummer bevat een sterke gitaarriff, wat afwijkt van de muziek die de band doorgaans maakt. De single werd in meerdere landen een succes.

## Dragers
Cd-single
1. "Zombie (Full Length Album Version)" – 5:06
2. "Away" – 2:39
3. "I Don't Need" – 3:31

Beide B-kanten waren niet eerder uitgebracht. "Away" maakte later deel uit van de soundtrack van de film Clueless uit 1995.
Limited Edition-cd-single
1. "Zombie" – 5:09
2. "Waltzing Back (Live)" – 3:45
3. "Linger (Live)" – 5:25

De laatste twee nummers van deze versie zijn opgenomen nummers op het Fleadh Festival op 11 juni 1994.
Promo-cd
1. "Zombie (Edit)" - 3:55
2. "Zombie (Album Version)" - 5:06

7"-single
1. "Zombie" - 4:10
2. "Away" - 2:39

## Opname
"Zombie" werd opgenomen in de Windmill Lane Studios in Dublin in 1994. Het lied werd geschreven door Dolores O'Riordan, de zangeres van de band, tijdens een tournee door Engeland in 1993.

## Ontvangst
"Zombie" is een van grootste hits van The Cranberries. In hun thuisland Ierland behaalde de single de 3e positie in de hitlijst. In het Verenigd Koninkrijk] behaalde de single de 14e positie in de UK Singles Chart en stond in totaal zes weken genoteerd. In Frankrijk stond de single negen weken hoog in de Franse Top 50 en een week in de Duitse Musikmarkt Top 100. In Oostenrijk, Zweden, Zwitserland en in de Eurochart Hot 100 bereikte de single de 2e positie. In Australië werd "Zombie" gedurende acht weken een nummer 1-hit.
In Nederland werd de single veel gedraaid op de landelijke radiozenders en werd een hit. De single bereikte de 2e positie in de Nederlandse Top 40 op Radio 538 en de 3e positie in de destijds nieuwe publieke hitlijst; de Mega Top 50 op Radio 3FM.
In België bereikte de single de nummer 1-positie in zowel de voorloper van de Vlaamse Ultratop 50, de Vlaamse Radio 2 Top 30 als de Waalse hitlijst.
Van de single werden 2 miljoen exemplaren verkocht, en het nummer maakte sinds 1994 standaard deel uit van elk live optreden van The Cranberries.
Sinds de editie van december 2006 staat de single genoteerd in de jaarlijkse NPO Radio 2 Top 2000 van de Nederlandse publieke radiozender NPO Radio 2, met als hoogste notering een 80e positie in 2023.

## Videoclip
De videoclip van "Zombie" werd geregisseerd door Samuel Bayer, en geproduceerd door Doug Friedman en H.S.I. Productions. In de videoclip is Dolores O'Riordan te zien, geheel bedekt met goudkleurige make-up en staand voor een kruis. Verder bevat de clip beelden van Britse militairen in Noord-Ierland. In Nederland werd de videoclip destijds op televisie (Nederland 2) uitgezonden door Veronica in de tv-versie van de Mega Top 50.

## NPO Radio 2 Top 2000
| Nummer met noteringen in de NPO Radio 2 Top 2000 | '06  | '07 | '08 | '09 | '10 | '11 | '12 | '13 | '14 | '15 | '16 | '17 | '18 | '19 | '20 | '21 | '22 | '23 | '24 |
| ------------------------------------------------ | ---- | --- | --- | --- | --- | --- | --- | --- | --- | --- | --- | --- | --- | --- | --- | --- | --- | --- | --- |
| Zombie                                           | 1040 | 245 | 944 | 308 | 285 | 223 | 241 | 246 | 264 | 248 | 222 | 202 | 129 | 123 | 122 | 125 | 121 | 80  | 84  |

1. ↑  Een vetgedrukt getal geeft de hoogste notering aan.
2. ↑  2006 was het eerste jaar met een notering voor dit nummer.